# Conselho de Desenvolvimento Econômico e Social
Conselho de Desenvolvimento Econômico e Social (CDES) é um órgão colegiado governamental brasileiro criado em 28 de maio de 2003 pela Lei n. 10.683, para viabilizar o diálogo entre governo do Brasil e sociedade.
De acordo com o artigo 8.º da Lei 10.683 de 2003,
Ao Conselho de Desenvolvimento Econômico e Social compete assessorar o presidente da República na formulação de políticas e diretrizes específicas, apreciar propostas de políticas públicas e de reformas estruturais e de desenvolvimento econômico e social que lhe sejam submetidas pelo presidente, para articulação das relações de Governo com representantes da sociedade.